# Христианство в Буркина-Фасо
Христианство в Буркина-Фасо — одна из религий, представленных в стране.
По данным исследовательского центра Pew Research Center в 2010 году в Буркина-Фасо проживало 3,82 млн христиан, которые составляли 23,2 % населения этой страны. Энциклопедия «Религии мира» Дж. Г. Мелтона оценивает долю христиан в 2010 году в 21,1 % (3,4 млн верующих).
Крупнейшими направлениями христианства в стране являются католицизм и протестантизм.

## Протестантизм
В 1986 году в Буркина-Фасо была учреждена Ассоциация евангелических реформатских церквей, которая состоит во Всемирном совете церквей.